# Sri Dalada Maligawa

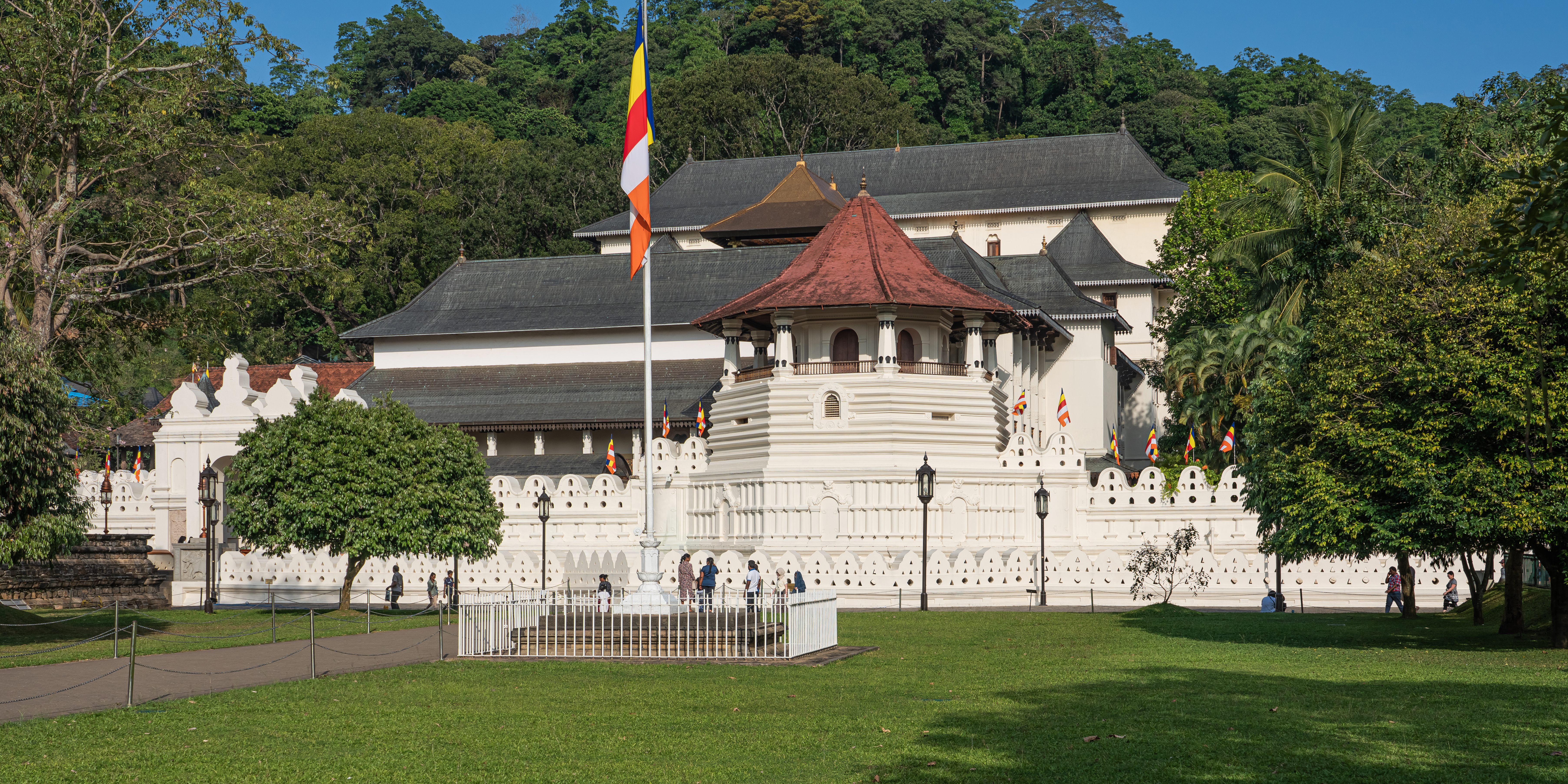
Exterior del Templo del Diente de Buda.

El Sri Dalada Maligawa o Templo del Diente de Buda (en inglés, Temple of the Sacred Tooth Relic) es un complejo arquitectónico de templos situado en la ciudad de Kandy, la capital de las montañas del país insular de Sri Lanka. En el interior del santuario es donde se guarda una de las más importantes reliquias del budismo: el canino izquierdo de Buda, de 2,5 cm, que atrae cada día a miles de devotos seguidores de esta religión y turistas de todo el mundo. 

## Historia
Tras la muerte de Buda, su cuerpo fue incinerado con leña, tal como manda el budismo, y sus cenizas se distribuyeron por diversos lugares del mundo donde motivaron la erección de templos. Según cuenta la leyenda, el canino izquierdo del profeta fue trasladado desde la India hasta el antiguo Ceilán en el siglo IV antes de Cristo, por el príncipe Danta y la princesa Hemamala, del reino indio de Kalinga. Se cuenta que el príncipe y la princesa llevaron la Reliquia ocultada dentro del peinado de Hemamala para pasar desapercibidos. Una pintura de pared del vigésimo siglo del templo conocido de Kelaniya (aproximadamente 5 millas al este de la ciudad de Colombo), representa este episodio en un estilo clásico ejecutado por un artista local (Solius Mendis). Danta y Hemamala embarcaron en un buque en el puerto antiguo de Tamralipti situado en la desembocadura del río Ganges, y llegó a las costas de Sri Lanka en el puerto de Lankapattana. La Reliquia del Diente, finalmente llegó a Anuradhapura (capital de la época prestigiosa), y de acuerdo con el texto sinhala, Dalada Sitia, la Reliquia se mantuvo en el Megha Vihara en el parque Mahameghavana. Para albergar tan preciada reliquia se construyó el templo donde ahora recibe culto, que solo abandona una vez al año para pasear por las calles de Kandy a lomos de elefante: es la Perahera o Procesión del Diente de Buda.

## Procesión del Diente de Buda

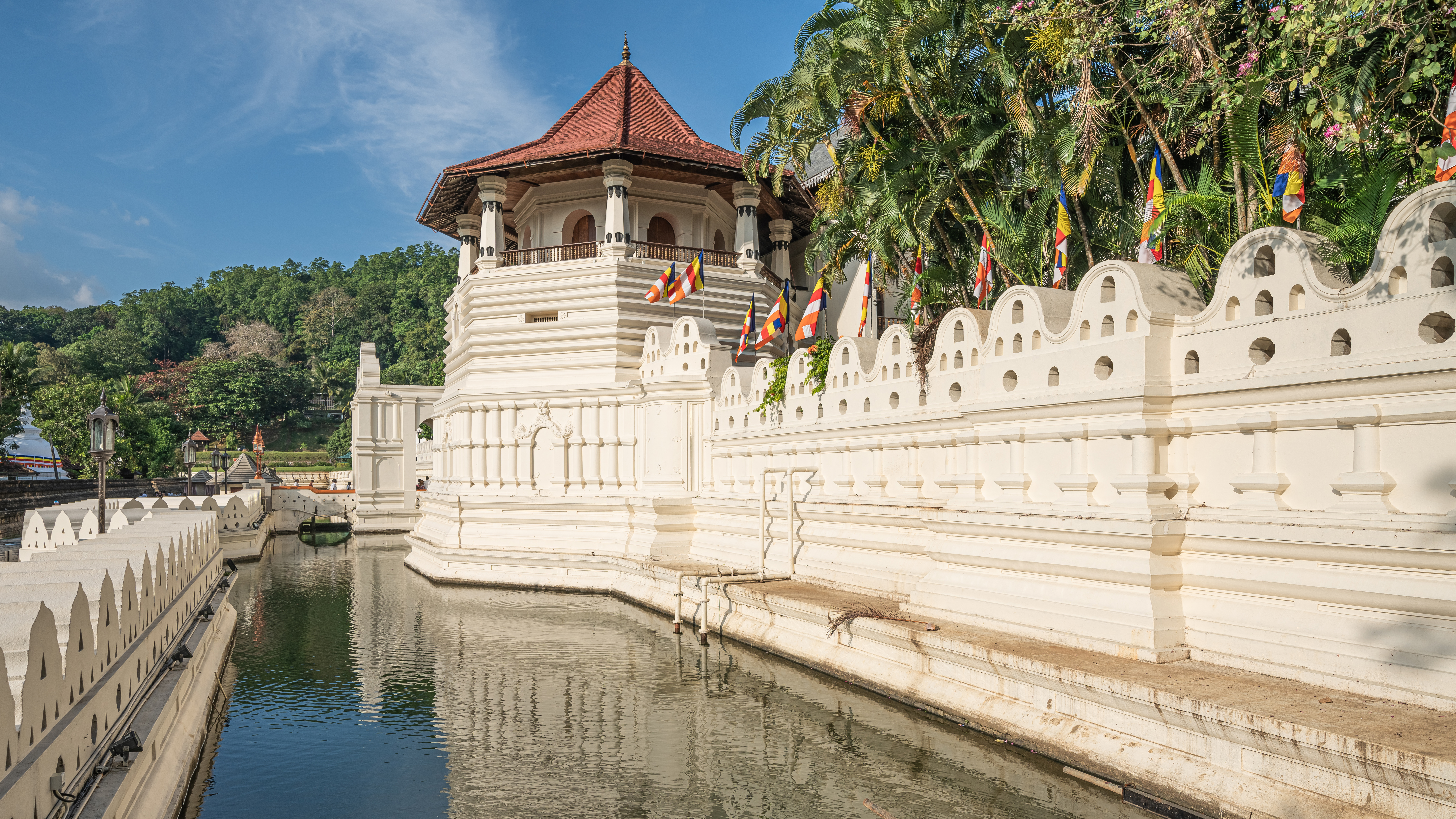
Sri Dalada Maligawa (Templo del Diente de Buda) en Kandy, Sri Lanka

El diente está en el centro de la vida social en Kandy y es el principal protagonista de la mayor festividad de la localidad: una celebración anual que se lleva a cabo entre los meses de julio y agosto desde la época medieval para honrar a Buda en una larga fiesta de diez días llenos de elefantes, bailarines, música y fuego: la Perahera o Procesión del Diente de Buda. La principal atracción de la fiesta es el desfile nocturno de elefantes, vestidos con ropajes ricamente bordados e iluminados con bombillas. La espectacular procesión está encabezada por el animal más grande(Elephas maximus maximus), adornado y con fundas doradas en los colmillos, que tiene el honor de llevar en su espalda un pesado palanquín dorado en el que se transporta la reliquia, que solo en esta ocasión sale del templo y se pasea por la ciudad (incluso en ocasiones se utiliza una copia de seguridad de la Reliquia, vigilando la original en el interior del templo). 
Dado que el fundador del budismo nació un día de luna llena del mes de agosto (hacia el 480 a. C.), la Perahera se celebra coincidiendo con la luna llena del mes de agosto. 
Esta festividad resulta un importante suceso cultural y económico, pues es éste el momento clave en todo el calendario turístico de la ciudad de Kandy y uno de los más importantes de toda Sri Lanka.

## Edificio del templo
El templo se compone de un conjunto de edificios rodeado por una muralla. Es, junto con los Devala, el santuario de los cuatro dioses guardas de la reliquia, un conjunto sagrado que la UNESCO registró en el Patrimonio de la Humanidad en el año1988. 
Fue restaurado tras el atentado mortal que tuvo lugar por parte de la guerrilla de los Tigres Tamiles el 25 de enero de 1998. El director del santuario, Gamini Bandara, fue quién afirmó que todo quedó destruido excepto el edificio donde se guarda la reliquia, que no sufrió ningún daño. 
El Templo se basa sobre una base de granito, y toda una gama de materiales contribuyen a su riqueza: caliza, mármol, madera esculpida y marfil entre otros. 
El conjunto se articula alrededor la sala de la Imagen, un tabernáculo que contiene, en la planta baja, el relicario del diente ornado de pinturas y frescos. El relicario está expuesto en la primera planta, en la cámara sagrada. Lo exponen tres veces al día, normalmente entre las 6 y las 7 de la mañana, entre las 10 y las 11 y entre las 19 y las 20 de la tarde. Anuncian las ceremonias con el redoble de los tambores. Las puertas de plata de la cámara, adornadas de colmillos de elefantes, se abren para que los fieles puedan dejar sus ofrendas. Detrás de una reja dorada, se halla el relicario de oro, en una mesa de plata. Consta de seis otras cajitas de oro, también en forma de dagobas, que se encajan. La riqueza de cada una es inversamente proporcional a su tamaño. No es posible ver el Diente, que está bien disimulado. Detrás del tabernáculo, la nueva sala de las oraciones, de estilo kandyano, está decorada de frescos y protege un gran Buda dorado regalado por Tailandia, al lado de otras numerosas efigies. 
Una escalera que sale del patio del tabernáculo lleva al Pathiruppuwa; una torre octogonal esconde una extraordinaria biblioteca y unos muy antiguos manuscritos en hojas de burí. Tradicionalmente, cada nuevo presidente pronuncia su discurso oficial desde esta tribuna.

## Guardas del Diente
Hasta 1815, el rey era el guarda del Diente y el único que podía contemplarlo. A partir de esta fecha, el guarda fue elegido por una asamblea de sabios y altos dignatarios. Durante las perahera, por seguridad, se utiliza una copia del Diente en las procesiones. 

## Información turística
El Templo está abierto desde las 06.00 AM hasta las 21.00 PM. El precio es de 2000 rupias (5.5€), y no es posible de ningún modo hacer fotos donde se esconde el diente de buda ni donde guardan los manuscritos. Los turistas tienen que visitar el santuario descalzos. Es obligatorio llevar pantalones largos o Sarong, y los hombros cubiertos. Es importante saber que no es posible realizar fotografías a personas con la estatua de Buda detrás, ya que nunca se le debe dar la espalda para tomar una foto.

## Cómo llegar
Kandy está a 116 km de Colombo. 3 h de viaje en coche. Varios trenes comunican diariamente, entre Colombo y Kandy. Autobuses públicos o privados salen cada media hora de las dos estaciones de autobuses de Colombo con destino a Kandy (3 h 30 de trayecto). Autobuses comunican también entre Kandy y Dambulla (2 o 3 h de trayecto), Anuradhapura, Polonnaruwa y Nuwara Eliya. Desde Sigiriya, lo más cómodo es cambiar de autobús en Zambulla, donde pasan más. Desde Nuwara Eliya, es posible ir a Kandy en tren desde la estación de Nanu Oya situada a 9 km (4 h de trayecto).